# 青宏苑

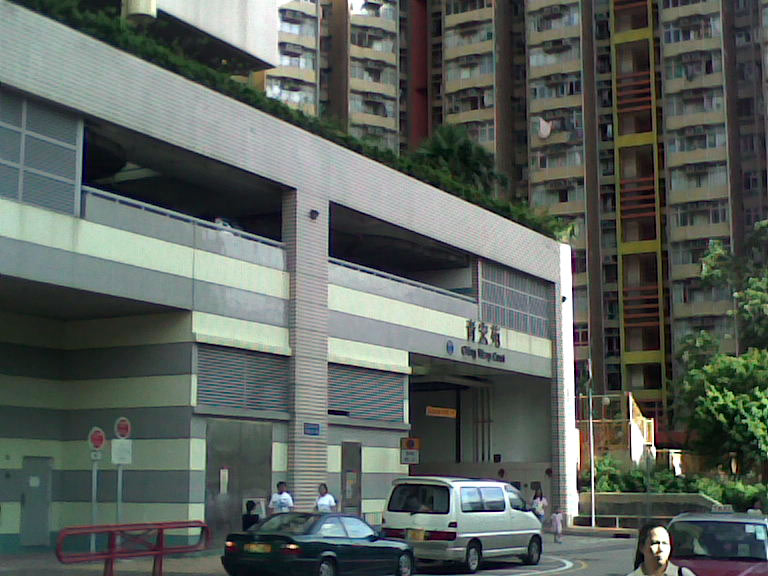
青宏苑停車場入口

青宏苑（英語：Ching Wang Court）是香港房屋委員會發展之一個居者有其屋屋苑，由王戴建築師有限公司設計，保華德祥營造有限公司承建，座落於青衣牙鷹洲街1號（青衣市地段137號），與長發邨、長安邨、青雅苑及灝景灣為鄰。此屋苑前身為青發臨時房屋區。
青宏苑共有兩座，每座住宅層數共有36層（不計兩座樓宇的結構轉換層、平台花園、地下及一樓停車場），於1997年8月動工（亦是香港主權移交以後，首批以特區政府名義批出的建屋合約之一），2000年7月31日竣工，半年後入伙。鄰近青衣站，是青衣最近港鐵站的居屋，而屋苑接近長安巴士總站、長發廣場及青衣城，因此交通及配套亦十分方便，單位綠表市場成交價也是全青衣居屋之冠：2019年7月，該屋苑高層一個實用面積506平方呎的單位，以居二市場價（未補地價）662萬港元易手，呎價達13,083元港元，呎價創新界居屋未補地價新高。
青宏苑現時已設有業主立案法團。

## 屋邨資料

### 設施
青宏苑設有一個兒童遊樂場，一個羽毛球場及花園（位於平台層），並設有地下至一樓、共兩層停車場。

### 樓宇
| 樓宇名稱（座號） | 門牌號碼    | 樓宇類型       | 落成年份 | 樓宇層數 （住宅層數） | 每層伙數 | 每座單位數目（伙） | 建築師             | 承建商               | 提供升降機的廠商 | 備註               |
| ---------------- | ----------- | -------------- | -------- | --------------------- | -------- | ------------------ | ------------------ | -------------------- | ---------------- | ------------------ |
| 宏就閣（A座）    | 牙鷹洲街1號 | 康和一型第一款 | 2000年   | 43（36）              | 8        | 288                | 王戴建築師有限公司 | 保華德祥營造有限公司 | LG               | 實際上是同一幢建築 |
| *宏裕閣（B座）   | 牙鷹洲街1號 | 康和一型第一款 | 2000年   | 43（36）              | 8        | 288                | 王戴建築師有限公司 | 保華德祥營造有限公司 | LG               | 實際上是同一幢建築 |

以 * 標示樓宇為2019冠狀病毒病香港疫情中多名確診個案患者居住的大廈

### 原裝交樓標準設備
- 浴室

浴室設備包括法國「Porcher」浴缸及英國「Twyfords」瓷質沖水式坐廁、美國「Corian」（陶氏化工轄下纖維樹脂品牌）實心面材檯面連地櫃、中國「Dynasty」洗手盆，以及其他浴室配件。另外，冷水喉為有塑膠內層的鉛水鐵喉，熱水喉則為包隔熱層銅喉。
另設有日本「Rinnai」林內牌即熱對衡式超薄型煤氣熱水爐一個（香港中華煤氣代理品牌）。
- 主人套房浴室（適用於三房單位）

浴室設備包括意大利「Wilux」淋浴花灑間連趟門、中國「Dynasty」座腳洗手盆及英國「Twyfords」瓷質沖水式坐廁，以及其他浴室配件。另設有中國製「威力牌」對衡式超薄型煤氣熱水爐一個。
- 廚房

牆身鋪砌瓷磚以及地台鋪砌過底磚。廚房另設有優質木吊櫃及木地櫃連美國「Corian」實心面材工作檯面（附設有新加坡「Premier Inset」製不锈鋼雙盆洗滌盆和煮食灶台）。並設有威力牌對衡式煤氣熱水爐一個。
- 客／飯廳及睡房附樂信牌窗口式冷氣機